# Prestonia vaupesana
Prestonia vaupesana är en oleanderväxtart som beskrevs av Robert Everard Woodson. Prestonia vaupesana ingår i släktet Prestonia och familjen oleanderväxter. Inga underarter finns listade i Catalogue of Life.